# Elizabeth Chudleigh

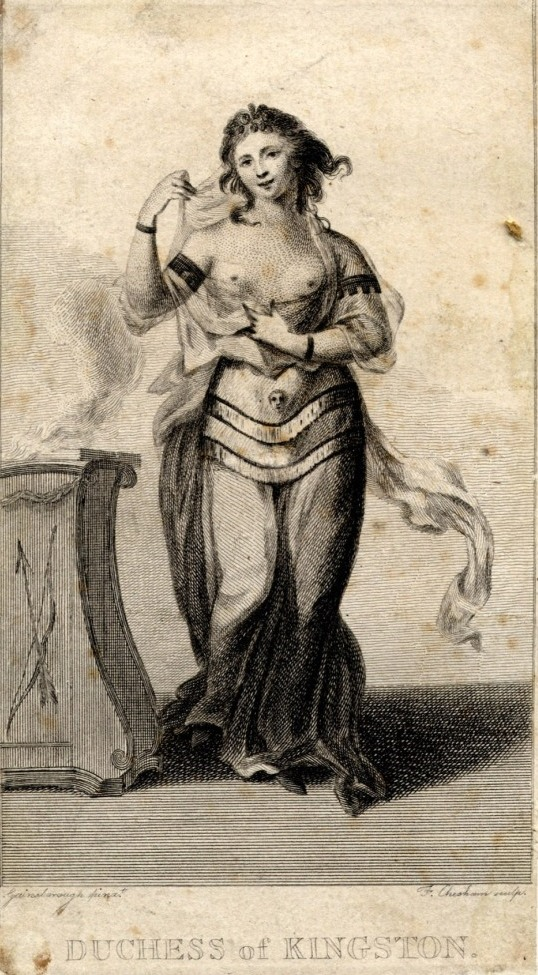
Elizabeth Chudleigh utklädd till Ifigenia på en maskeradbal 1749.

Elizabeth Chudleigh, född 8 mars 1721, död 26 augusti 1788, var en engelsk hovdam, bigamist och äventyrare, berömd i sin samtid som centralfigur för en skandalartad bigamirättegång. Hon har skildrats i skönlitteraturen. 

## Biografi
Elizabeth Chudleigh var dotter till generallöjtnant Thomas Chudleigh. Hon utnämndes 1743 till hovfröken hos Augusta av Sachsen-Gotha.
Hon gifte sig 1744 med Augustus Hervey, 3:e earl av Bristol. Giftermålet ägde rum i hemlighet eftersom båda saknade ekonomisk säkerhet för att gifta sig och maken inte hade sin familjs tillstånd, och paret levde inte tillsammans. Hervey begärde skilsmässa, men hon ville undvika en sådan genom att hävda att de inte var gifta, och stämde honom. En domstol förklarade henne ogift år 1769. Hon gifte sedan om sig med sin älskare Evelyn Pierrepont, 2nd Duke of Kingston-upon-Hull.
När Pierrepont avled 1773 ärvde hon honom på villkor att hon förblev ogift. År 1775 ärvde hennes förste make sin bror och blev greve och hertig av Bristol. Hon blev därefter stämd av sin förste makes familj för bigami. Hon ställdes inför rätta i Westminster i en uppmärksammad rättegång med 4000 åskådare inför en domstol av 116 pärer, och dömdes 1776 skyldig till bigami.
Hon flydde utomlands med en förmögenhet, och levde sedan på den i Ryssland, Italien och Frankrike. Hon blev 1777 mottagen av Katarina den stora, och gjorde en tid succé vid det ryska hovet.
Elizabeth Chudleigh var under sin samtid en berömd figur i tidens skandalkrönikor och var omtalad i Europa för sin skandalartade levnad. Hon beskrivs som vulgär och utsvävande och ska en gång ha dansat nästan naken på en bal. Hon omnämns ofta i samtidens dagböcker, memoarer, brev och även i fiktion och press.